# Francis Burdett
Francis Burdett (ur. 25 stycznia 1770 w hrabstwie Wiltshire w Anglii, zm. 23 stycznia 1844 w Londynie) – brytyjski polityk.
W latach 1796–1806 i od 1807 był członkiem Izby Gmin. Początkowo był radykałem i czołowym zwolennikiem reformy parlamentarnej, krytykował brytyjski rząd za prowadzenie wojny z rewolucyjną Francją, ograniczanie swobód obywatelskich (zawieszanie Habeas Corpus Act 1794-1801) i za tzw. masakrę Peterloo z 1819. W 1810 i 1822 został aresztowany za wystąpienia publiczne. W 1829 swoimi działaniami przyczynił się do uchwalenia Aktu równouprawnienia katolików i w 1832 do ustawy o parlamentarnej reformie wyborczej. Później związał się z Partią Konserwatywną.